# Acaulon piligerum
Acaulon piligerum là một loài rêu trong họ Pottiaceae. Loài này được Karl Gustav Limpricht mô tả năm 1904.